# Súdovce
Súdovce (alemão: Sudowatz e húngaro: Szúd) é um vilarejo e município do distrito de Krupina, da região de Banská Bystrica, Eslováquia.

## História
O vilarejo foi citado pela primeira vez em registros históricos no ano de 1244.

## Demografia
| Ano:        | 1994 | 2004   | 2014   | 2024   |
| ----------- | ---- | ------ | ------ | ------ |
| Broj ljudi: | 210  | 205    | 219    | 210    |
| Razlika:    |      | -2,38% | +6,82% | -4,10% |

| Ano:               | 2023 | 2024 |
| ------------------ | ---- | ---- |
| Número de pessoas: | 210  | 210  |
| Diferença:         |      | +0%  |